# Andrea Della Valle
Andrea Della Valle (26 september 1965) is een Italiaans ondernemer en miljardair.

## Ondernemer
Della Valle bezit samen met zijn broer Diego Della Valle aandelen in Tod's en de bedrijven die hieronder vallen. Hij droeg bij aan de restauratie van het Colosseum. Van 2004 tot 2009 was hij voorzitter van ACF Fiorentina en erevoorzitter tot in 2019. Het fortuin van de broers wordt geschat op 1,3 miljard dollar.

## Voetbalschandaal
In afgeluisterde telefoongesprekken tussen de broers, Luciano Moggi en FIGC official Paolo Bergamo uit 2004 en 2005 is te horen dat ze klagen over de besluiten van scheidsrechters tijdens wedstrijden. Andrea Della Valle heeft hiervoor uiteindelijk een straf van 1 jaar en 1 maand verbanning gekregen. Ondanks het schandaal brachten ze de club terug naar de Serie A.